# Rolling Fork
Rolling Fork – miasto w Stanach Zjednoczonych, w stanie Missisipi, siedziba administracyjna hrabstwa Sharkey.